# Oberonia latilabris
Oberonia latilabris är en orkidéart som beskrevs av Rudolf Schlechter. Oberonia latilabris ingår i släktet Oberonia och familjen orkidéer. Inga underarter finns listade i Catalogue of Life.